# Heikki Suhonen
Heikki Suhonen dit Hese (né le 21 juin 1951 à Turku en Finlande) est un joueur de football international et entraîneur finlandais, qui évoluait au poste d'attaquant.
Quatre fois champion de Finlande (en 1971, 1972, 1973 et 1975), il est surtout connu pour avoir plusieurs fois fini au rang de meilleur buteur du championnat de Finlande lors des saisons 1972 avec 16 buts (à égalité avec Matti Paatelainen) et 1979 avec 15 buts (à égalité avec Atik Ismail).